# Julio V. Canessa
Julio Vicente Canessa (Pehuajó, 5 de abril de 1901-Buenos Aires, 19 de junio de 1976) fue un ingeniero argentino, uno de los pioneros de la industria del gas natural en su país. Entre los hechos más destacados de su vida y su obra, sobresale su prédica permanente en pos de la creación de un organismo nacional y autónomo para desarrollar y explotar el servicio de gas natural en todo el país. El Ingeniero Canessa fue el primer administrador de la Dirección Nacional de Gas del Estado. En una ceremonia que tuvo lugar el 29 de diciembre de 1999, el Directorio de ENARGAS descubrió una placa recordatoria en honor del Ing. Julio V. Canessa, e impuso su nombre a la Sala de Audiencias del Ente.

## Vida
- Cursó estudios secundarios en el Colegio Lasalle donde se recibe de Bachiller.
- Egresó de la Facultad de Ciencias Exactas, Físicas y Naturales de la Universidad de Buenos Aires con el título de Ingeniero Industrial.
- Ingresó en 1927 a Yacimientos Petrolíferos Fiscales desempeñándose como Jefe de Turno en la Destilería de La Plata.
- Es nombrado Decano de la Facultad de Ingeniería de la Universidad de Buenos Aires en 1955 debido a su extensa trayectoria, sin embargo meses más tarde sería cesanteado durante el régimen de Pedro Eugenio Aramburu. Permanecería exiliado en Estados Unidos hasta junio de 1958 debido a las persecuciones políticas durante la dictadura.[4]

## Obra

Logo de Gas del Estado, la empresa fundada gracias a los esfuerzos del Ing Canessa

En un homenaje que el Directorio de ENARGAS realizó al Ingeniero Julio V. Canessa, al cumplirse el cincuentenario de la obra que ingresaría en la historia como el Primer Gasoducto Argentino, lo definen como “uno de los pioneros de la Industria del Gas y miembro de una generación de esforzados visionarios que con trabajo y tenacidad escribieron páginas brillantes de nuestra historia”.
“De su vida y su obra a la que dedicó, precisamente su vida, sobresale su prédica permanente en pos de la creación de un Organismo Nacional y Autónomo para.desarrollar y explotar el servicio de gas en todo el país.”
“Tan grande y responsable es el entusiasmo demostrado en esa oportunidad, que poco tiempo más tarde, el Gobierno determina la creación de la Dirección Nacional de Gas del Estado. La empresa se constituye con motivo de la nacionalización de los servicios de elaboración y distribución de gas en 1945 y el desprendimiento del Departamento de Gas de YPF cuya vigencia comenzaría a ejercerse a partir del 1º de enero de 1946. El Ingeniero Julio V. Canessa, es designado su primer Administrador.”
“Si bien el Ingeniero Canessa veía así cumplidas algunas de sus mayores aspiraciones, su sueño de llevar el gas desde los yacimientos comodorenses hacia la Capital Federal, era todavía una hermosa utopía. Sólo su ahínco y determinación, lograrían fragmentarla hasta su pulverización. Espíritu incansable, inquieto y avizor, el Ingeniero Canessa solicita el apoyo del Gobierno, a quien convence de la necesidad de desarrollar la industria hasta su
adultez definitiva. El gas que surgía en los Yacimientos de Comodoro Rivadavia, debía ser trasladado a la Capital Federal.”
“En 1943 viaja a Comodoro Rivadavia desde donde dirige un plan de captación del gas natural que se perdía en la atmósfera. Da inicio así a la construcción de una Red Integral de Captación en el principal yacimiento petrolífero del país. Planifica la construcción de uno de los gasoductos más extensos del mundo: Comodoro Rivadavia-Buenos Aires. La obra se licita en 1947. El tramo Valcheta (Río Negro)-Comodoro Rivadavia (Chubut) es adjudicado a la empresa Techint, en tanto que el que une Valcheta con Buenos Aires, queda en manos de Gas del Estado.”
“Mientras se establecen las bases de la empresa gasífera largamente imaginada, asume la Dirección de Gas del Estado en enero de 1946. Los seis años que permanece al frente de la empresa son suficientes para convertir su utopía en un proyecto de país. La Nación comienza a ensayar su transformación y la inauguración del Gasoducto Comodoro Rivadavia-Buenos Aires, emblematizaría ese desarrollo fundacional.”
“Su obra coadyuvaría en el nacimiento, expansión y desarrollo del gas natural con todas las implicancias socioeconómicas que tal emprendimiento conlleva.”
El extenso gasoducto, 1605 km, uno de los más largos del mundo en su momento, fue inaugurado el 29 de diciembre de 1949, más tarde la cañería seria extendida hasta Cañadón Seco, logrando extenderse por 100 km más. Entre 1947 y 1949, durante la presidencia de Juan Domingo Perón, se construyó el gasoducto que unió Comodoro Rivadavia con Buenos Aires, con el la distribución de gas aumentó de 300.000 metros cúbicos por día a 15.000.000 de metros cúbicos abaratando en un tercio los costos.La Argentina se colocaba así entre los tres países más avanzados en el aprovechamiento del gas natural, junto con los Estados Unidos y la Unión Soviética. La construcción del gasoducto significó un boom de la construcción en Comodoro Rivadavia. y, lo convirtió en el primero de Sudamérica y segundo a nivel mundial por su extensión actualmente es denominado Gasoducto “Presidente Perón”.

## Cargos desempeñados
- Jefe de Operaciones en la Destilería Y.P.F*La Plata.
- Presidente de la Comisión Técnica de Y.P.F., a EE.UU, año 1932, para el estudio de oleoductos y gasoductos.
- En 1933, producto de su esfuerzo y dedicación, es inaugurada en la Destilería de La Plata, la Primera Planta de Producción de Gas Líquido en el país.
- En 1941, es nombrado Jefe del Departamento de gas en Y.P.F.[9]
- Miembro del Comité Mundial de la energía, 1943.
- En 1945, es nombrado Administrador de los Servicios de Gas en Capital Federal.[10]
- Primer Director General de Gas del Estado, año 1946.[11]
- Miembro del Directorio de la Dirección Nacional de Energía.
- Director de la Obra Gasoducto Comodoro Rivadavia-Buenos Aires.[12][13]
- Director de Yacimientos Petrolíferos Fiscales (29/4/47 a 23/12/47).
- Presidente del Directorio de Yacimientos Petrolíferos Fiscales del 28 de abril de 1949 al 25 de agosto de 1950.
- Vicepresidente de Empresas Nacionales de Energía (ENDE).
- Presidente del Banco Industrial de la República Argentina
- Miembro del Directorio del Banco Central de la República Argentina.
- Decano de la Facultad de Ingeniería de la Universidad de Buenos Aires (1955).
- Administrador de Gas del Estado (por segunda vez, año 1958).
- Asesor del Ministro de Obras Públicas (1973).
- Administrador General de la Dirección de Energía de la Provincia de Buenos Aires (DEBA), año 1974.
- Asesor del Presidente del Directorio de Yacimientos Petrolíferos Fiscales (año 1975, 1976).

## Anécdotas

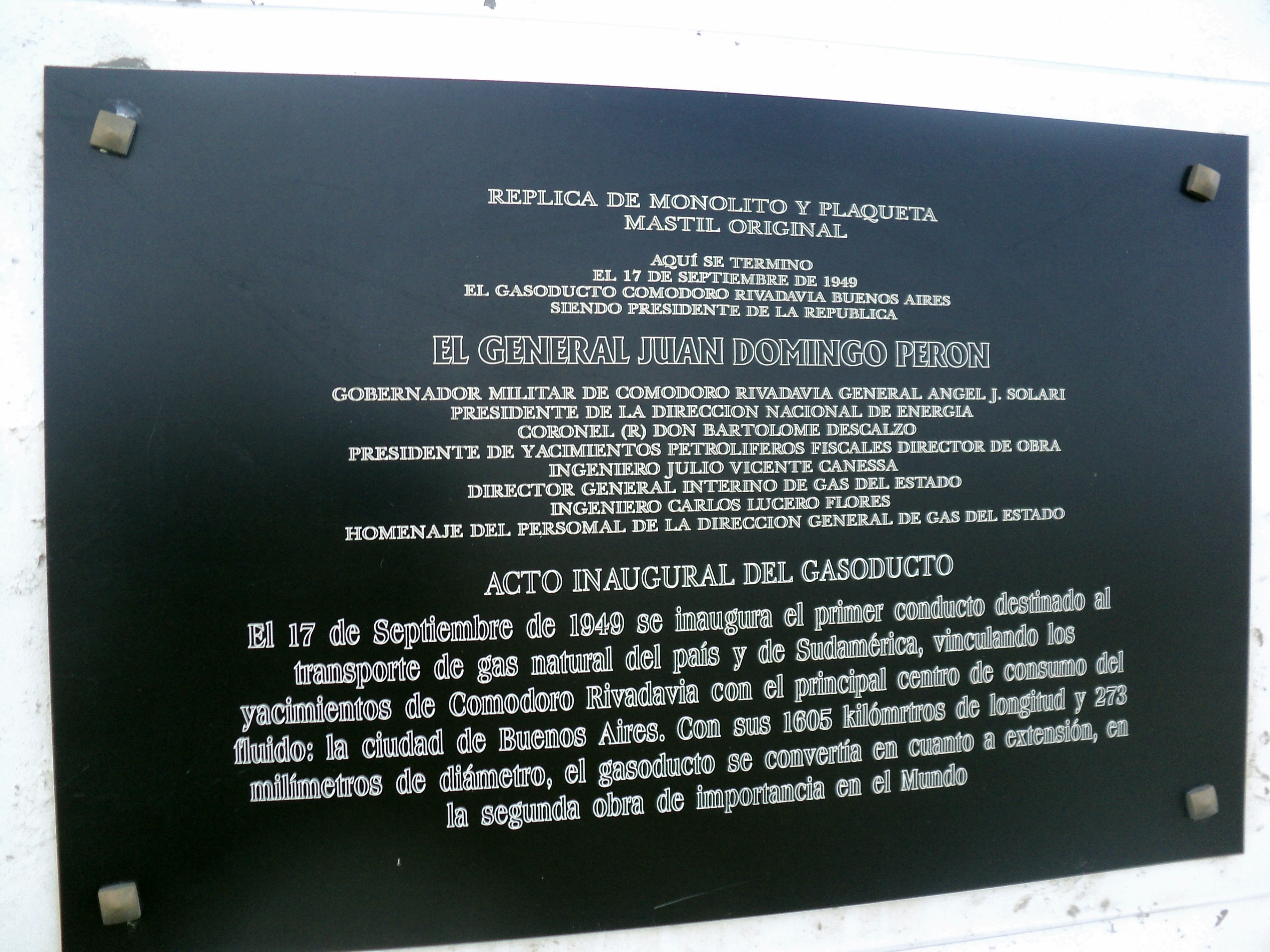
Placa donde se menciona al Ing. Canessa como presidente de Yacimientos Petrolíferos Fiscales

El Ing. Canessa le entregó al Presidente Juan D. Perón un detallado informe con el resultado de todas sus investigaciones del que se desprende la conveniencia de la transformación del sector gasífero. Perón le contesta: “Yo sé que este es el sueño de su vida. Estoy persuadido, como Presidente de la República, que bajo la dirección de hombres de su temple, el gasoducto una vez inaugurado dará nacimiento a una nueva era para la Nación en materia de combustibles. Yo no considero riqueza la que está debajo de la tierra, sino la que ha sido extraída. Por eso Ing.Don Julio Canessa: ¡VAYA Y HAGA!

## Publicaciones
- "Los servicios públicos del Gas en la Argentina. Necesidad de su nacionalización, extensión y centralización". Publicado por el Boletín de Informaciones Petroleras, 1944.
- La real situación petrolera; abastecimiento de combustibles. Colombo, 1958.